# Xylota naknek
Xylota naknek är en tvåvingeart som beskrevs av Shannon 1926. Xylota naknek ingår i släktet vedblomflugor, och familjen blomflugor. Inga underarter finns listade i Catalogue of Life.